# Cartas Marruecas
Cartas Marruecas („Marokkanische Briefe“) ist ein Briefroman des Dichters und Aufklärers José Cadalso. Es handelt sich dabei um insgesamt 90 fiktive Briefe, die 1772 verfasst worden sind und postum zunächst 1789 als Serie im Correo de Madrid und 1793 schließlich als Buch erschienen sind.
Bei den Briefpartnern handelt es sich um den Marokkaner Gazel Ben-Aly (offenbar stellvertretend für den Autor), der sich im Gefolge der marokkanischen Botschaft in Madrid befindet, seinen spanischen Freund Nuño Nuñez, der ihn in der spanischen Gesellschaft begleitet, und seinen früheren Lehrer Ben-Beley.
Mit der verfremdeten Sicht des Ausländers werden die spanischen bzw. andalusischen Sitten und Denkweisen durchleuchtet und kritisiert. Zentrale Kritikpunkte sind dabei die mangelnde Förderung der Wissenschaften, der unnütze Adel, der Aberglaube, die Vernachlässigung des Ackerbaus und die scholastische Philosophie.
Eine der Neuausgaben erschien 1983 in Madrid.